# Dino Toso
Dino Vittorio Marcellinus Toso  (Delft, 11 februari 1969 - Oxford, 13 augustus 2008) was een Nederlandse ingenieur die van 2003 tot en met juni 2008 directeur Aerodynamica was voor het Renault Formula One team. Renault werd in die periode twee keer wereldkampioen.

## Loopbaan
Toso studeerde Automotive Design en Elektronica aan de HTS Autotechniek Apeldoorn. Hij behaalde vervolgens zijn master in Aerodynamica aan de Cranfield University in het Verenigd Koninkrijk. Hij werkte tot 1995 bij het Nederlands Lucht- en Ruimtevaartcentrum, tot hij door BMW werd aangeworven voor hun Gran Turismo programma. In 1997 verhuisde hij naar het Jordan F1-team, waar hij werkte als race engineer. Hij behaalde met het team de eerste overwinning bij de Belgische Grand Prix van 1998, waarvoor hij de zegevierende auto van Damon Hill ontwierp. Aan het eind van het seizoen 2000 volgde hij Mike Gascoyne, zijn vroegere collega bij Jordan, naar Benetton, dat het jaar ervoor aan Renault was verkocht en in 2002 verder ging onder die naam. Aan het einde van 2003 verving hij de vertrekkende John Iley als Chief Aerodynamicist en vervulde deze functie tot juni 2008. Hij vertrok toen vanwege zijn gezondheid. 
Tijdens zijn periode bij Renault werd het team in 2005 en in 2006 wereldkampioen voor zowel de coureurs als voor de constructeurs. Toso droeg bij aan 14 GP overwinningen voor Fernando Alonso, twee voor Giancarlo Fisichella, en één voor Jarno Trulli. Toso werd in 2005 Aerodynamicist of the Year.

## Gezondheid
In 2004 werd bij Toso kanker vastgesteld. Hij bleef werken tijdens de behandeling, maar de ziekte was niet te stuiten. Twee maanden na zijn terugtreden stierf hij thuis op 39-jarige leeftijd.

## Wetenswaardigheden
- De Dino Toso Racecar Aerodynamicist of the Year Award is naar hem vernoemd.